# Mazama temama
Mazama temama är ett hjortdjur i släktet spetshjortar som förekommer i Centralamerika.

## Taxonomi
Mazama temama klassificerades en tid som underart till Mazama americana. Efter en revision 1998 godkänns Mazama temama som art. Arten har en diploid kromosomuppsättning med 50 kromosomer (2n=50), vilket skiljer den från Mazama americana som har en diploid kromosomuppsättning med 68 eller 70 kromosomer (2n=68–70).

## Utbredning
Utbredningsområdet sträcker sig från östra Mexiko (från södra Tamaulipas) över hela Centralamerika till norra Colombia. Arten lever i låglandet och i bergstrakter upp till 2800 meter över havet. Individerna vistas i molnskogar, i torra bergsskogar, i buskskogar och på odlingsmark med busk- eller trädgrupper. I regioner med högt jakttryck hittas arten även i galleriskogar. Mazama temama besöker inte öppen jordbruksmark och annan ödemark.

## Hot
Skogarnas omvandling till jordbruks- och betesmarker hotar beståndet. Mazama temama jagas för köttets och för nöjes skull. Även skogsbränder påverkar populationen negativt. I flera regioner är inte fastställd om den befintliga populationen av spetshjortar utgörs av Mazama temama eller av Mazama americana. IUCN listar arten därför med kunskapsbrist (DD).